# Purulhá
Purulhá – miasto w środkowej Gwatemali, w departamencie Baja Verapaz, leżące w odległości 33 km na północny wschód od stolicy departamentu. Miasto jest siedzibą gminy o tej samej nazwie, która w 2012 roku liczyła 51 005 mieszkańców.